# Testiera
La  testiera è un finimento utilizzato per la comunicazione con il cavallo ed il suo controllo: è infatti una parte delle briglie. La testiera viene adattata attorno alla testa del cavallo, e ha in genere lo scopo di sostenere l'imboccatura. Di regola non è progettata per legare il cavallo a un supporto fisso.

## Parti della testiera
La testiera è composta da strisce di cuoio, nylon o nuovi materiali sintetici compositi (come il Beta); varie fibbie consentono di regolare la lunghezza dei vari elementi, per adattarli perfettamente alle misure della testa del cavallo; altre fibbie, sulle estremità dei vari segmenti, consentono di chiuderne le anse e di collegare la testiera all'imboccatura.
Le parti della testiera di tipo generico sono:
- capezzino: composto da una striscia di cuoio regolabile con una fibbia che passa dietro le orecchie del cavallo e da un'altra striscia di cuoio, regolabile anch'essa, che passa intorno alla bocca del cavallo. Quest'ultima ha un piccolo passante per un eventuale chiudibocca, una stricia di cuoio che trattiene le mascelle per evitare che il cavallo si ferisca con l'imboccatura.
- staffili: ansa che passa attorno alla nuca del cavallo, sovrapponendosi  alla capezzina (sopratesta); lateralmente si divide da ciascun lato in due strisce, due delle quali (i montanti) di lunghezza regolabile con fibbie e collegati all'imboccatura, due (sottogola) che, vengono uniti fra di loro passando sotto la gola del cavallo.
- frontalino: ansa orizzontale, non regolabile, che passa a ponte sulla fronte del cavallo, e termina in due passanti attraverso i quali si infilano il capezzina e il sopratesta.
- redini: strisce che si collegano all'imboccatura e che vengono impugnate dal cavaliere; nella monta inglese le loro estremità sono unite fra di loro da una fibbia, formando un'ansa. Nella monta western sono invece libere.

## Tipi di testiere

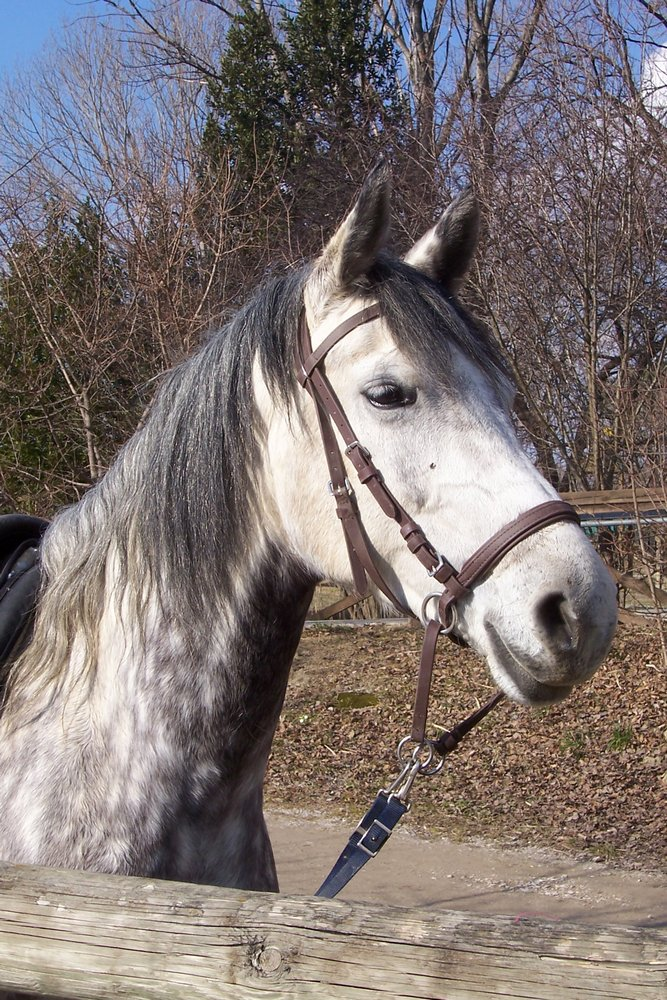
Una moderna testiera senza imboccatura; può essere usata anche come capezza, per legare il cavallo.

- testiera inglese (testiera da filetto): utilizzata comunemente nella monta inglese. Nonostante il nome (testiera "da filetto"), può essere utilizzata con quasi tutti gli altri tipi di imboccatura, come il morso, il pelham, il kimberwicke e il gag. La testiera inglese ha quasi sempre una capezzina.
- testiera western: utilizzata nella monta western, in genere non ha una capezzina. Molte testiere western non hanno nemmeno un frontalino, o hanno un frontalino che circonda solo un orecchio. Le redini non sono collegate fra loro all'estremità.
- briglia doppia: usa contemporaneamente due imboccature, e richiede l'uso di due redini. La briglia doppia (indicata anche semplicemente come briglia) è generalmente utilizzata solo nel dressage ad alto livello, e, in alcuni stati,  per le presentazioni.
- testiera capezza: è costituita da una capezza di cuoio, in cui due brevi montanti sono agganciati direttamente a un anello di ciascun lato della capezzina. Viene utilizzata soprattutto nel turismo equestre e nel trekking, perché può essere trasformata rapidamente in una capezza, semplicemente staccando i montanti dalla capezza, insieme all'imboccatura e alle redini.
- testiera senza imboccatura: manca completamente dei montanti; le redini sono collegate ad  anelli sulla parte laterale dello stringibocca, oppure, in un modello brevettato, a strisce che passano attraverso due anelli laterali dello stringibocca e si incrociano sotto la mandibola del cavallo e risalgono fino a circondare con un'ansa la nuca del cavallo.

## Uso delle testiere
La maggior parte delle testiere (testiera da filetto; testiera western; briglia) sono progettate esclusivamente per il sostegno dell'imboccatura e per la comunicazione fra cavallo e cavaliere in sella. Il cavallo non dovrebbe essere condotto a piedi con le redini, se non per brevi tratti; non deve assolutamente essere legato a un supporto fisso con le redini, per il rischio che il cavallo tiri all'indietro e venga seriamente danneggiato dall'imboccatura. Quando un cavallo deve essere legato, la testiera va sostituita con una normale capezza; in alternativa, può indossare sopra la testiera una normale capezza, e questa viene utilizzata al momento di legarlo.
La testiera capezza e le testiere senza imboccatura non presentano questo inconveniente.

## Manutenzione della testiera
Una accurata manutenzione delle varie parti della testiera ha grande importanza sia per il benessere del cavallo, che per la sicurezza del cavaliere. Sia le testiere in cuoio che quelle in nylon, a contatto con la pelle del cavallo, tendono a insudiciarsi e a diventare rigide e ruvide, con il rischio di causare fiaccature. Il cuoio non curato diventa fragile e fessurato e può rompersi facilmente, mettendo a rischio il cavaliere con un'inaspettata e improvvisa perdita di controllo sul cavallo; questo vale particolarmente per le tecniche di monta che prevedono un contatto continuo con l'imboccatura o addirittura un appoggio del cavallo sul ferro nelle andature sostenute. Nel caso di cavalieri poco addestrati e poco consapevoli dell'effetto dell'imboccatura sul cavallo, le redini vengono utilizzate addirittura come "appiglio", e la rottura di una redine può causare un'immediata perdita di equilibrio e una caduta.
È molto importante sciacquare dopo ogni utilizzo l'imboccatura per evitare che lo sporco blocchi le fibbie dei montanti, rendendo molto difficile, se non impossibile, la rimozione della stessa dalla testiera. Generalmente, per una pulizia abituale basta smontare filetto e redini, mentre, per una pulizia accurata è necessario smontare tutte le parti della tastiera. Le testiere in cuoio vanno quindi pulite con una spugna umida e sapone da sella e regolarmente ingrassate; le testiere in nylon vanno lavate in maniera energica (meglio in lavatrice) per rimuovere le particelle di sporco dagli interstizi del tessuto, molto compatto; il nuovo materiale Beta, idrorepellente e a superficie liscia, richiede solo un lavaggio superficiale con acqua. 
Tutte le parti metalliche vanno tenute pulite e libere da patine di ossidazione o da ruggine. Il filetto si pulisce con acqua, aiutandosi con una spazzoletta a setole dure e con le dita. Per evitare fastidi e danni alla bocca del cavallo, bisogna montare nel verso corretto l’imboccatura.
Dopo la pulizia della testiera, per una regolazione accurata bisogna far indossare la stessa al cavallo con i montanti del filetto sganciati, per poi regolarli.